# Gleby hydrogeniczne
Gleby hydrogeniczne – dział gleb, do którego zaliczane są gleby powstałe z utworów kształtowanych pod wpływem wody stojącej (sedentacja) lub przepływowej (sedymentacja). Najbardziej typowym procesem dla nich jest proces bagienny.
W glebach tych poziom akumulacji materii organicznej o miąższości do 30 cm oznacza się symbolem AO. Jeśli miąższość tego poziomu przekracza 30 cm używany jest symbol O z dodatkami symboli podających rodzaj genetyczny utworu.
Dział ten obejmuje 2 rzędy:
- gleby bagienne
- gleby pobagienne